# فاسيليوس كوسيفولوجوس
فاسيليوس كوسيفولوجوس (باليونانية: Βασίλειος Κοσυφολόγος)‏؛ من مواليد 6 يناير عام 1982) هو لاعب كرة قدم سابق يوناني كان يجيد اللعب في خط الوسط.